# Happy Valley (Alaska)
Happy Valley – jednostka osadnicza w Stanach Zjednoczonych, w stanie Alaska, w okręgu Kenai Peninsula.